# Aline Rotter-Focken
Aline Rotter-Focken (* 10. Mai 1991 in Krefeld als Aline Focken) ist eine ehemalige deutsche Ringerin und Olympiasiegerin. Sie wurde 2014 Weltmeisterin in der Gewichtsklasse bis 69 kg Körpergewicht und gewann bei den Olympischen Spielen 2020 in Tokio die Goldmedaille.

## Leben
Aline Rotter-Focken stammt aus einer Krefelder Ringerfamilie, in der seit mehreren Generationen das Ringen betrieben wird. So wurde ihr Großvater Hans Focken 1964 deutscher Vizemeister im griechisch-römischen Stil gegen Wilfried Dietrich. Sie begann 1996 beim KSV Germania Krefeld mit dem Ringen und trainierte ab 2001 mehrmals pro Woche beim auf Frauenringen spezialisierten Verein AC Ückerath in Dormagen, wo ein entsprechender Landes- und Bundesstützpunkt angesiedelt ist. Sie wurde bis zu ihrem 24. Lebensjahr vom dortigen Landestrainer Heinz Schmitz trainiert.
Sie wurde von ihrem Vater Hans-Georg Focken und in der Nationalmannschaft zuerst von Jörg Helmdach und anschließend von Patrick Loës trainiert. Bei einer Größe von 1,76 Metern rang sie in der Gewichtsklasse bis 76 kg Körpergewicht, nachdem sie vorher in der Gewichtsklasse bis 69 kg Körpergewicht gerungen hatte.
Einen größeren Erfolg auf nationaler Ebene hatte sie im Jahre 2004, als sie bei den deutschen Jugendmeisterschaften einen 3. Platz belegte, dem im Jahre 2005 bei den gleichen Meisterschaften der 2. Platz folgte, den sie auch 2006 erreichte. 2007 wurde sie erstmals deutsche Jugendmeisterin in der Gewichtsklasse bis 60 kg KG, den sie 2008 in der gleichen Gewichtsklasse verteidigte.
Bei den Erwachsenen wurde sie bei ihrem ersten Start im Jahre 2009 deutsche Meisterin in der Gewichtsklasse bis 59 kg KG vor Christiane Knittel vom ASV 85 Freiburg und Yvonne Englich-Hees vom SC Korb. 2010 belegte sie bei den deutschen Meisterschaften in der Gewichtsklasse bei 63 kg KG hinter Stefanie Stüber vom VfK 07 Schifferstadt und Maria Selmaier vom TuS Jena den 3. Platz und im Jahre 2011 holte sie sich, wieder in der Gewichtsklasse bis 63 kg KG, den deutschen Meistertitel zurück, sie gewann vor Yvonne Englich-Hees, RSV Frankfurt (Oder) und Stefanie Stüber.
2006 startete Aline Focken erstmals bei einer internationalen Meisterschaft. Sie belegte dabei bei den Junioren-Europameisterschaften (Cadets) in Istanbul in der Gewichtsklasse bis 49 kg den 10. Platz. Ein Jahr später gewann sie ihre erste Medaille bei einer internationalen Meisterschaft. Sie belegte bei den Junioren-Europameisterschaften (Cadets) in Warschau in der Gewichtsklasse bis 60 kg hinter Julia Alborowa, Russland und Evelina Gryvik aus Schweden den 3. Platz. 2008 verbesserte sie sich bei den Junioren-Europameisterschaften (Cadets) in Daugavpils in der gleichen Gewichtsklasse um einen Rang und belegte hinter Henna Johansson aus Schweden und vor Julia Alborowa den 2. Platz.
2009 wurde sie bei den Europameisterschaften in Vilnius erstmals bei den Seniorinnen eingesetzt. Sie siegte dort in der Gewichtsklasse bis 59 kg KG über Indre Bubetyte aus Litauen, schied nach einer Niederlage in ihrem nächsten Kampf gegen Julia Rekwawa aus Russland aus und belegte den 10. Platz. Bei den Junioren-Europameisterschaften 2009 in Tiflis, die zwei Monate nach der EM in Vilnius stattfand, gewann sie erneut eine Medaille. In der Gewichtsklasse bis 59 kg kam sie dort hinter Elena Kulikowa aus Russland und Elena Karol aus Belarus auf den 3. Platz. Bei den Junioren-Weltmeisterschaften 2009 in Ankara verlor sie gegen Irina Husjak aus der Ukraine und Tajbe Jusein aus Bulgarien und kam dadurch auf den 14. Platz.
Im Jahre 2010 gelang Aline Focken dann bei den Junioren-Europameisterschaften (Juniors) in Samokow/Bulgarien der größte Erfolg ihrer bisherigen Laufbahn, als sie dort in der Gewichtsklasse bis 63 kg KG mit einem Sieg im Finale über Irina Suschko aus Russland Europameisterin wurde. Einen Monat später belegte sie bei den Junioren-Weltmeisterschaften (Juniors) in Budapest einen 3. Platz, den sie sich mit einem Sieg über Dailane Gomes dos Reis aus Brasilien erkämpft hatte.
Im Jahre 2011 wurde Aline Focken nach ihrem Sieg im Finale bei den deutschen Meisterschaften über Yvonne Englich-Hees auch bei den Europameisterschaften in Dortmund eingesetzt. Sie verlor dort in der Gewichtsklasse bis 63 kg KG ihren ersten Kampf gegen Mihaela Panait aus Rumänien. Da diese den Endkampf nicht erreichte, kam sie auch nicht in die Trostrunde und erreichte damit nur den 14. Platz. Ein großer Erfolg gelang ihr bei den Junioren-Weltmeisterschaften 2011 in Bukarest, denn sie wurde dort mit drei Siegen und einer Punktniederlage im Finale gegen Taybe Yusein, Bulgarien, Vize-Weltmeisterin. Bei den Weltmeisterschaften der Eliteringerinnen 2011 in Ankara startete Aline Focken in der Gewichtsklasse bis 67 kg. Sie verlor dort ihren ersten Kampf gegen die Türkin Burcu Orskaya knapp mit 1:2 Runden und 2:3 Punkten. Da die Türkin den Endkampf nicht erreichte, schied auch Aline Focken aus und belegte den 13. Platz.
Bei den Europameisterschaften 2013 in Tiflis gelang ihr wieder ein Erfolg. Sie erkämpfte sich dort mit Siegen über Martina Kuenz (Österreich) und Dalma Caneva (Italien), einer Niederlage gegen Ilana Kratysch (Israel) und einem Sieg über Dschanan Filipowa (Bulgarien) eine Bronzemedaille. Bei den Weltmeisterschaften dieses Jahres in Budapest errang sie den 5. Platz. Sie siegte dort über Kitti Godo (Ungarn) und die russische Meisterin Natalja Kuksina, verlor dann gegen Alina Stadnyk-Machynja (Ukraine), siegte über Laura Skujina (Lettland), verlor aber den Kampf um eine Bronzemedaille gegen Sara Doshō (Japan).
Bei den Europameisterschaften 2014 in Vantaa/Finnland, bei der sie in der Endabrechnung in der Gewichtsklasse bis 69 kg den 5. Platz belegte, traf sie in den vier ausgelosten Kämpfen auf eine Olympiasiegerin, eine amtierende Weltmeisterin und auf eine Ex-Weltmeisterin. In ihrem ersten Kampf besiegte sie die Weltmeisterin von 2012 in der Gewichtsklasse bis 72 kg Jenny Fransson (Schweden). In ihrem zweiten Kampf unterlag sie gegen die Olympiasiegerin von 2012 in der Gewichtsklasse bis 72 kg Natalja Worobjewa aus Russland. In der Trostrunde besiegte sie zunächst Adina Popescu (Rumänien) und im Kampf um eine EM-Bronzemedaille unterlag sie gegen die damals amtierende Weltmeisterin in der Gewichtsklasse bis 67 kg Alina Stadnyk-Machynja. Im September 2014 startete sie bei den Weltmeisterschaften in Taschkent. Sie besiegte dort in der Gewichtsklasse bis 69 kg Elmira Sysdykowa, Kasachstan, Diana Paulina Miranda Gonzalez, Mexiko, Laura Skujina und im Finale Sara Dosho, die vorher Alina Stadnyk-Machynja, Jenny Fransson und Natalja Worobjewa ausgeschaltet hatte, und wurde damit Weltmeisterin.
Bei den Europaspielen 2015 in Baku sicherte sich Aline Focken nach Siegen über Burcu Ügdüler Orskaya, Türkei, und Fanny Gradin, Schweden, einer Niederlage gegen Alina Stadnyk-Machynja und einem Sieg über Martina Kuenz aus Österreich eine Bronzemedaille. Bei der Weltmeisterschaft 2015 in Las Vegas konnte sie ihren Titel in der Gewichtsklasse bis 69 kg nicht verteidigen, holte sich mit Siegen über Diana Paulina Miranda Gonzalez, Mexiko, Yanny Ailin Izquierdo, Kolumbien und Enass Mustafa, Ägypten, einer Niederlage gegen Natalja Worobjowa und einem Sieg über Jenny Fransson eine weitere Bronzemedaille und erkämpfte sich damit gleichzeitig das Startrecht für die Olympischen Spiele 2016.
2016 wurde Aline Focken wieder deutsche Meisterin in der Gewichtsklasse bis 69 kg. Sie bestritt in dem Jahr mehrere gut besetzte internationale Turniere. Im Mai 2016 gewann sie in Dormagen beim Großen Preis von Deutschland und besiegte dabei im Finale ihre langjährige Konkurrentin Jenny Fransson. Anschließend siegte sie auch beim Canada-Cup in Guelph vor Julia Salata und Tamira Mensah aus den Vereinigten Staaten. Im olympischen Ringerturnier 2016 in Rio de Janeiro besiegte sie in der Gewichtsklasse bis 69 kg die damals amtierende Vize-Weltmeisterin Zhou Feng (VR China), unterlag aber in ihrem nächsten Kampf gegen Jenny Fransson. Da diese das Finale nicht erreichte, schied sie aus und kam auf den 9. Platz.
Bei der Europameisterschaft 2017 in Novi Sad verlor Aline Focken gegen Alla Tscherkassowa aus der Ukraine. Da diese das Finale nicht erreichte, schied sie aus und kam auf den 13. Platz. Im August 2017 besiegte sie bei der Weltmeisterschaft in Paris Danute Dominikaityte aus Litauen, Elmira Sysdykowa, Nasanburmaa Ochirbat aus der Mongolei und in letzter Sekunde Han Yue und erreichte damit das Finale. Darin stand sie ihrer Finalgegnerin von 2014 Sara Dosho gegenüber, die sie damals knapp besiegen konnte. Dieses Mal wurde Sara Doshō mit 3:0 Punktsiegerin. Aline Rotter-Focken wurde damit Vize-Weltmeisterin 2017.
Ende Juli 2018 feierte Aline Rotter-Focken einen großen Turniersieg. Sie siegte beim „Yasar-Dogu“-Memorial in Istanbul in der Gewichtsklasse bis 76 kg. Im Finale bezwang sie dabei die amtierende Welt- und Europameisterin Yasemin Adar mit 5:2 Punkten. Bei der anschließenden Weltmeisterschaft in Budapest besiegte sie in den ersten beiden Runden Anastasia Schustowa, Ukraine, und Cynthia Vanessa Vescan aus Frankreich, unterlag dann gegen die Olympiasiegerin Erica Wiebe aus Kanada mit 4:6 Punkten, obwohl sie eine Minute vor Ende des Kampfes noch mit 4:1 Punkten geführt hatte. Da auch Erica Wiebe das Finale nicht erreichte, schied Aline Focken vorzeitig aus und belegte den 8. Platz.
Bei den Europameisterschaften in Bukarest gewann Aline Rotter-Focken am 11. April 2019 in der Gewichtsklasse bis 76 kg die Bronzemedaille. Im kleinen Finale gewann Rotter-Focken gegen Kamile Gaucaite (LTU) auf Schulter.
Bei der deutschen Meisterschaft 2019 wurde Aline Rotter-Focken zum zehnten Mal Deutsche Meisterin im Ringen. Im saarländischen Riegelsberg siegte sie in der Gewichtsklasse bis 76 Kilogramm.
Aline Rotter-Focken erkämpfte sich im September 2019 bei der Weltmeisterschaft in der kasachischen Hauptstadt Astana (damals unter dem Namen Nur-Sultan) in der Gewichtsklasse bis 76 kg mit Siegen über Kiran Kiran (Indien), Sabira Alijewa, Alla Belinska (Ukraine), einer Niederlage gegen die damals amtierende Weltmeisterin Adeline Gray aus den Vereinigten Staaten und einem Sieg über Elmira Sysdykowa aus Kasachstan eine Bronzemedaille und damit auch das Startrecht bei den Olympischen Spielen 2020.
Bei der Europameisterschaft 2020 in Rom traf Aline Rotter-Focken in ihrem ersten Kampf auf Yasemin Adar. Nach ausgeglichenem Kampf verlor sie knapp mit 4:5 Punkten. Yasemin Adar erreichte anschließend das Finale, so dass Aline Focken in der Trostrunde weiterringen konnte und mit Siegen über Kamila Kulwicka, Polen (10:0) und Denise Lecarpentier, Frankreich (10:0) eine Bronzemedaille gewann.

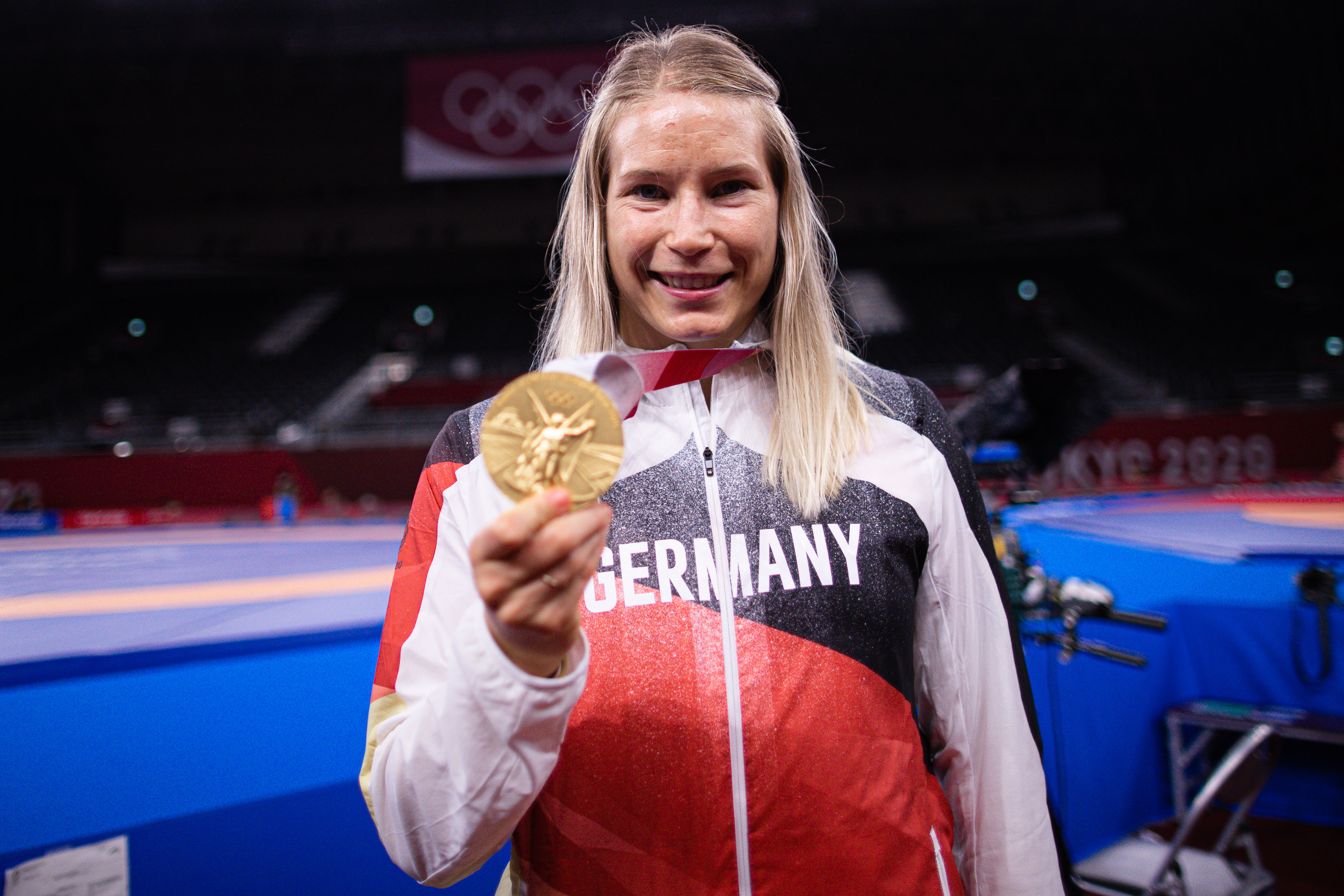
Aline Rotter-Focken bei den Olympischen Spielen in Tokio (2021)

Bei den Olympischen Spielen 2020 in Tokio gewann sie im August 2021 die Goldmedaille im Freistil in der Gewichtsklasse bis 76 kg. Nach Siegen über Wassilissa Marsaljuk aus Belarus, die Chinesin Zhou Qian und die Japanerin Hiroe Minagawa bezwang sie im Finale die mehrfache Weltmeisterin Adeline Gray aus den Vereinigten Staaten. Nach dem Finale beendete sie ihre Ringer-Karriere.
Bei der Wahl zur Sportlerin des Jahres 2021 belegte sie hinter der Weitspringerin Malaika Mihambo Platz zwei.

## Beruflich
Nach dem Abitur 2010 absolvierte Focken den Bachelor of Arts im Studiengang Fitnesstraining und den Master of Arts im Studiengang Prävention und Gesundheitsmanagement an der Deutschen Hochschule für Prävention und Gesundheitsmanagement. Sie arbeitete von 2013 bis 2017 in Neuss als Sporttherapeutin und in anderen Bereichen des Gesundheitswesens. Danach arbeitete sie als Gesundheitsmanagerin für ein Unternehmen im Schwarzwald. Seit 2022 arbeitet Aline Rotter-Focken als Leistungssportreferentin beim Deutschen Ringer-Bund.

## Privates
2018 heiratete Aline Focken ihren Ringerkollegen Jan Rotter und heißt seitdem Aline Rotter-Focken. Sie lebt mit ihrem Ehemann in Triberg im Schwarzwald.

## Internationale Erfolge
| Jahr | Platz | Wettbewerb                                             | Gewichtsklasse | Ergebnis |
| 2006 | 1.    | Intern. Fila-Junioren-Turnier in Wolfurt/Österreich    | bis 49 kg      | |
| 2006 | 10.   | Junioren-EM (Cadets) in Istanbul                       | bis 49 kg      | Siegerin: Sofia Mattsson, Schweden vor Marina Oydopowa, Russland |
| 2007 | 2.    | Großer Preis von Deutschland (Juniorinnen) in Dormagen | bis 60 kg      | |
| 2007 | 3.    | Junioren-EM (Cadets) in Warschau                       | bis 60 kg      | hinter Julia Alborowa, Russland u. Evelina Gryvik, Schweden |
| 2008 | 2.    | Klippan-Lady-Open (Juniorinnen)                        | bis 60 kg      | |
| 2008 | 1.    | Intern. Brandenburg-Cup (Juniorinnen)                  | bis 63 kg      | |
| 2008 | 2.    | Junioren-EM (Cadets) in Daugavpils                     | bis 60 kg      | hinter Henna Johansson, Schweden, vor Julia Alborowa u. Charlotte Skauen, Norwegen |
| 2008 | 3.    | Großer Preis von Deutschland (Juniorinnen) in Dormagen | bis 60 kg      | |
| 2009 | 5.    | Dave-Schultz-Memorial in Colorado Springs              | bis 59 kg      | hinter Deanna Rix, USA, Katie Patrol u. Amanda Gerhardt, bde. Kanada u. Kelsey Campbell, USA |
| 2009 | 11.   | Großer Preis von Deutschland in Dormagen               | bis 59 kg      | Siegerin: Johanna Mattsson, Schweden vor Natascha Ballas, Deutschland u. Elena Kulikowa, Russland |
| 2009 | 10.   | EM in Vilnius                                          | bis 59 kg      | nach einem Sieg über Indre Bubetyte, Litauen u. einer Niederlage gegen Julia Rekwawa, Russland |
| 2009 | 3.    | Junioren-EM (Juniors) in Tiflis                        | bis 59 kg      | hinter Elena Kulikowa u. Elena Karol, Belarus |
| 2009 | 14.   | Junioren-WM (Juniors) in Ankara                        | bis 59 kg      | nach Niederlagen gegen Irina Husjak, Ukraine u. Taybe Yusein, Bulgarien |
| 2010 | 3.    | Großer Preis von Deutschland in Dormagen               | bis 63 kg      | hinter Hanna Beljajewa, Belarus u. Yvonne Englich-Hees, Deutschland |
| 2010 | 1.    | Junioren-EM (Juniors) in Samokow/Bulgarien             | bis 63 kg      | nach Siegen über Ilona Kratysch, Israel, Anastassia Huchok, Belarus u. Irina Suschko, Russland |
| 2010 | 3.    | Junioren-WM (Juniors) in Budapest                      | bis 63 kg      | nach Siegen über Zsanett Fetfodi, Ungarn u. Rio Watari, Japan, einer Niederlage gegen Walerija Lasinskaja, Russland u. Siegen über Anastasia Huchok u. Dailane Gomes dos Reis, Brasilien                     |
| 2011 | 6.    | Dave-Schultz-Memorial in Colorado Springs              | bis 63 kg      | Siegerin: Monika Ewa Michalik, Polen vor Sorondsonboldyn Battsetseg, Mongolei |
| 2011 | 3.    | Intern. Turnier in Tourcoing                           | bis 63 kg      | hinter Jing Ruixue, Volksrepublik China u. Scharchüügiin Tümentsetseg, Mongolei, vor Elena Piroschkowa, USA u. Monika Ewa Michalik                                                                           |
| 2011 | 14.   | EM in Dortmund                                         | bis 63 kg      | nach einer Niederlage gegen Mihaela Panait, Rumänien |
| 2011 | 1.    | Intern. al Romaniei Pentru Turnier                     | bis 63 kg      | vor Claudia Pilipczuk, Polen, Ekaterina Rusu, Moldawien u. Beatrice Oancea, Rumänien |
| 2011 | 2.    | Junioren-WM (Juniors) in Bukarest                      | bis 63 kg      | nach Punktsiegen über Claudia Pilipczuk, Polen (2:1), Charlotte Skauen, Norwegen (2:0) und Alli Ragan, USA (2:0) und einer Punktniederlage gegen Taybe Yusein, Bulgarien (0:2 Runden)                        |
| 2011 | 13.   | WM in Ankara                                           | bis 67 kg      | nach einer Punktniederlage gegen Burcu Orskaya, Türkei (1:2, 2:3) |
| 2011 | 3.    | FILA-Test-Turnier in London                            | bis 63 kg      | hinter Johanna Mattsson, Schweden und Shelok Dolma, China |
| 2012 | 5.    | Dan Kolow & Nicola Petrow-Memorial in Sofia            | bis 63 kg      | hinter Johanna Mattsson und Henna Johansson, beide Schweden, Maria Mamaschuk, Belarus und Monika Ewa Michalik                                                                                                |
| 2012 | 3.    | Intern. Turnier in Kiew                                | bis 63 kg      | hinter Nadeschda Semenzowa, Belarus und Swetlana Babuschkina, Russland |
| 2012 | 8.    | Olympia-Qualif.-Turnier in Sofia                       | bis 63 kg      | nach einem Sieg über Irina Netreba, Aserbaidschan und Niederlagen gegen Ljubow Michailowna Wolossowa, Russland und Henna Johansson                                                                           |
| 2012 | 3.    | Olympia-Qualif.-Turnier in Helsinki                    | bis 63 kg      | nach einer Niederlage gegen Henna Johansson und Siegen über Nadeschda Semenzowa und Andrea Elena Simon, Rumänien                                                                                             |
| 2012 | 2.    | Großer Preis von Deutschland in Dormagen               | bis 67 kg      | hinter Martine Dugrenier, Kanada, vor Dorothy Yeats, Kanada |
| 2012 | 9.    | WM in Strathcoona County/Kanada                        | bis 63 kg      | nach einem Sieg über Agoro Papavasileiou, Griechenland und einer Niederlage gegen Shelok Dolma, China |
| 2013 | 3.    | Klippan-Lady-Open                                      | bis 67 kg      | hinter Swetlana Babuschkina und Julia Salata, USA |
| 2013 | 3.    | EM in Tiflis                                           | bis 67 kg      | nach Siegen über Martina Kuenz, Österreich, Dalma Caneca, Italien, einer Niederlage gegen Ilana Kratysh, Israel und einem Sieg über Dschanan Filipowa, Bulgarien                                             |
| 2013 | 5.    | Großer Preis von Deutschland in Dormagen               | bis 67 kg      | hinter Stacie Anaka, Kanada, Swetlana Babuschkina und Julia Bartnowskaja, beide Russland und Kristine Odrina Brbowa, Lettland                                                                                |
| 2013 | 1.    | Großer Preis von Spanien in Madrid                     | bis 67 kg      | nach Siegen über Dorothy Yeats, Kanada und Tamyra Mensah-Stock, USA |
| 2013 | 3.    | "Wacław-Ziółkowski"-Memorial in Spała                  | bis 67 kg      | hinter Gosal Sutowa, Aserbaidschan und Anastasija Schawlinskaja, Russland |
| 2013 | 5.    | WM in Budapest                                         | bis 67 kg      | mit Sgen über Kitti Godo, Ungarn und Natalja Kuksina, Russland, einer Niederlage gegen Alina Stadnyk-Machynja, Ukraine, einem Sieg über Laura Skujina, Lettland und einer Niederlage gegen Sara Dosho, Japan |
| 2013 | 2.    | Nordhagen-Classics in Calgary                          | bis 72 kg      | hinter Erica Wiebe, Kanada, vor Zsanett Nemeth, Ungarn und Lisa Hug, Deutschland |
| 2014 | 1.    | Dan Kolow & Nikola Petrow-Memorial in Sofia            | bis 69 kg      | vor Oksana Waschtschuk, Ukraine, Ilana Kratysch und Adina Popescu, Rumänien |
| 2014 | 1.    | Klippan-Lady-Open                                      | bis 69 kg      | vor Randi Miller, USA, Masaki Furuishi, Japan und Fanny Gradin, Schweden |
| 2014 | 5.    | EM in Vantaa/Finnland                                  | bis 69 kg      | nach einem Sieg über Jenny Fransson, Schweden, einer Niederlage gegen Natalja Worobjewa, Russland, einem Sieg über Adina Popescu, Rumänien und einer Niederlage gegen Alina Stadnyk-Machynja, Ukraine        |
| 2014 | 1.    | Großer Preis von Deutschland in Dormagen               | bis 69 kg      | vor Cynthia Vanessa Vescan, Frankreich, Justina di Stasio, Kanada und Nadeschda Semenzowa, Aserbaidschan |
| 2014 | 2.    | Großer Preis von Spanien in Madrid                     | bis 69 kg      | hinter Jenny Fransson, vor Agnieszka Wieszczek-Kordus, Polen und Diana Paulina Miranda Gonzalez, Mexiko |
| 2014 | 5.    | Poland-Open in Dabrowa/Polen                           | bis 69 kg      | hinter Natalja Woreobjewa, Saura Skujina, Elmira Sydzykowa, Kasachstan und Swetlana Sajenko, Moldawien |
| 2014 | 1.    | WM in Taschkent                                        | bis 69 kg      | nach Siegen über Elmira Sysdykowa, Diana Paulina Miranda Gonzalez, Laura Skujina und Sara Dosho, Japan |
| 2015 | 2.    | Granma-Cup in Havanna                                  | bis 69 kg      | hinter Elena Pirozhkova, USA |
| 2015 | 5.    | Dan Kolow & Nikola Petrow-Turnier in Sofia             | bis 69 kg      | hinter Jenny Fransson, Nadeschda Mschko, Aserbaidschan, Alina Stadnyk-Machynja und Elis Manolowa, Aserbaidschan                                                                                              |
| 2015 | 3.    | 1. Europäische Spiele in Baku                          | bis 69 kg      | nach Siegen über Burcu Ügdüler Orskaya, Türkei und Fanny Gradin, Schweden, einer Niederlage gegen Alina Stadnyk-Machynja und einem Sieg über Martina Kuenz, Österreich                                       |
| 2015 | 3.    | WM in Las Vegas                                        | bis 69 kg      | nach Siegen über Diana Paulina Miranda Gonzalez, Mexiko, Yanny Ailin Izquierdo Mendez, Kolumbien und Enass Mustafa, Ägypten, einer Niederlage gegen Natalja Worobjowa und einem Sieg über Jenny Fransson     |
| 2016 | 1.    | Großer Preis von Deutschland in Dormagen               | bis 69 kg      | vor Jenny Fransson, Jekaterina Larionowa und Elmira Sysdykowa, beide Kasachstan |
| 2016 | 1.    | Canada-Cup in Guelph                                   | bis 69 kg      | vor Julia Salata und Tamira Mensah, beide USA |
| 2016 | 9.    | OS in Rio de Janeiro                                   | bis 69 kg      | nach einem Sieg über Zhou Feng, China und einer Niederlage gegen Jenny Fransson |
| 2017 | 13.   | EM in Novi Sad                                         | bis 69 kg      | nach einer Niederlage gegen Alla Tscherkassowa, Ukraine |
| 2017 | 2.    | Großer Preis von Deutschland in Dormagen               | bis 75 kg      | hinter Justina di Stasio, Kanada, vor Maria Selmaier, Deutschland und Denise Makota Stroem, Schweden |
| 2017 | 1.    | Poland-Open in Warschau                                | bis 69 kg      | vor Maria Mamaschuk, Belarus, Alla Belinskaya, Ukraine und Wang Jiao, China |
| 2017 | 2.    | WM in Paris                                            | bis 69 kg      | nach Siegen über Danute Domikaityte, Litauen, Elmira Sysdykowa, Nasanburmaa Ochirbat, Mongolei und Han Yue, China und einer Niederlage gegen Sara Doshō                                                      |
| 2018 | 8.    | Klippan-Lady-Open                                      | bis 76 kg      | Siegerin: Adeline Gray, USA, vor Yasemin Adar, Türkei und Erica Wiebe, Kanada |
| 2018 | 1.    | "Dan-Kolow" & "Nikola-Petrow"-Memorial in Sofia        | bis 76 kg      | vor Jekaterina Bukina, Russland, Swetlana Sajenko, Moldawien und Gulmarad Jerkebajewa, Kasachstan |
| 2018 | 1.    | "Yasar-Dogu"-Memorial in Istanbul                      | bis 76 kg      | vor Yasemin Adar, Türkei, Sabira Aliewa, Aserbaidschan und Mehtap Gültekin, Türkei |
| 2018 | 2.    | Poland-Open in Warschau                                | bis 76 kg      | hinter Erica Wiebe, vor Paliha Paliha, Indien, Wasilisa Marsaliuk, Ukraine und Yasemin Adar |
| 2018 | 1.    | "Ion-Corneanu" & "Ladislau-Simon"-Memorial in Bukarest | bis 76 kg      | vor Jekaterina Bukina, Zsanett Nemeth, Ungarn und Cynthia Vanessa Vescan |
| 2018 | 8.    | WM in Budapest                                         | bis 76 kg      | nach Siegen über Anastasia Schustowa, Ukraine und Cynthia Vanessa Vescan und einer Niederlage gegen Erica Wiebe                                                                                              |
| 2019 | 3.    | "Iwan-Yarigin"-Grand-Prix in Krasnojarsk               | bis 76 kg      | hinter Hiroe Minagawa Suzuki, Japan und Wasilisa Marsaliuk, gemeinsam mit Elmira Sydsykowa |
| 2019 | 3.    | "Dan-Kolow" & "Nikola-Petrow"-Memorial in Russe        | bis 76 kg      | hinter Yasemin Adar und Paliha Paliha, gemeinsam mi9t Elmira Sysdykowa |
| 2019 | 3.    | EM in Bukarest                                         | bis 76 kg      | nach Siegen über Enrica Rinaldi, Italien, Alla Belinska, Ukraine und Epp Mae, Estland, einer Niederlage gegen Yasemin Adar, Türkei und einem Sieg über Kamile Gaucaite, Litauen                              |
| 2019 | 3.    | Sassari City Matteo Pellicone Memorial                 | bis 76 kg      | hinter Erica Wiebe und Natalja Worobjowa, gemeinsam mit Epp Mae, Estland |
| 2019 | 3.    | WM in Nur-Sultan                                       | bis 76 kg      | nach Siegen über Kiran Kiran, Indien, Sabira Alijewa, Alla Belinska und einer Niederlage gegen Adeline Gray und einem Sieg über Elmira Sysdykowa                                                             |
| 2020 | 3.    | "Matteo-Pellicone"-Turnier in Tom                      | bis 76 kg      | hinter Erica Wiebe und Zhou Qian, China, gemeinsam mit Natalja Worobjowa |
| 2020 | 3.    | EM in Rom                                              | bis 76 kg      | nach einer Niederlage gegen Yasemin Adar (4:5) und Siegen über Kamila Kulwicka, Polen und Denise Lecarpentier, Frankreich                                                                                    |
| 2021 | 3.    | EM in Warschau                                         | bis 76 kg      | nach einer Niederlage gegen Natalia Vorobeva (3:1) und Siegen über Enrica Rinaldi und Kamile Gaucaite |
| 2021 | Gold  | OS in Tokio                                            | bis 76 kg      | Goldmedaille nach 7:3-Punktsieg im Finalkampf gegen Adeline Maria Gray; zuvor Siege über Wassilissa Marsaljuk aus Belarus, die Chinesin Zhou Qian und Asienmeisterin Hiroe Minagawa aus Japan                |

## Deutsche Meisterschaften
(nur Seniorenbereich)
| Jahr | Platz | Gewichtsklasse | Ergebnis |
| 2009 | 1.    | bis 59 kg      | vor Christiane Knittel, ASV 1885 Freiburg u. Yvonne Englich-Hees, SC Korb                                                                    |
| 2010 | 3.    | bis 63 kg      | hinter Stefanie Stüber, VfK 07 Schifferstadt u. Maria Selmaier, TuS Jena                                                                     |
| 2011 | 1.    | bis 63 kg      | vor Yvonne Englich-Hees, RSV Frankfurt (Oder) u. Stefanie Stüber                                                                             |
| 2012 | 1.    | bis 67 kg      | vor Nadine Weinauge und Elena Balzer |
| 2013 | 1.    | bis 67 kg      | vor Beate König und Lisa Geyer, AV Jugendkraft Zella-Mehlis                                                                                  |
| 2014 | 1.    | bis 69 kg      | vor Anna Schell, RLZ Aschaffenburg, Lisa Geyer, AV Jugendkraft Zella-Mehlis und Lisa Hug, KSK Neuss                                          |
| 2015 | 1.    | bis 69 kg      | vor Nicole Amann, SC Anger und Anna Schell                                                                                                   |
| 2016 | 1.    | bis 69 kg      | vor Beate König, TSV Ehningen |
| 2019 | 1.    | bis 76 kg      | nach Siegen über Selina Wühr, TV Faurndau, Lilly Schneider, RV Thalheim, Eveline Neumann, RC Cottbus und Francy Rädelt, RSV Frankfurt (Oder) |

Erläuterungen
- alle Wettbewerbe im freien Stil
- OS = Olympische Spiele, WM = Weltmeisterschaft, EM = Europameisterschaft
- KG = Körpergewicht

## Ehrungen
- Ringerin des Jahres in Deutschland: 2013, 2014, 2015, 2017,[12] 2021[13]
- 2021: NRW-Sportlerin des Jahres
- 2021: Sporthilfe Club der Besten – „Die Beste“
- 2021: Sportler des Jahres – 2. Platz
- 2022: Aufnahme in die Hall of Fame[14] des Deutschen Ringer-Bundes